# Orde de Nostra Senyora de la Caritat
L'Orde de Nostra Senyora de la Caritat (abans Orde de Nostra Senyora de la Caritat del Refugi) és un orde religiós femení. Les germanes que en formen part posposen al seu nom en llatí Ordo Dominae Nostrae de Caritate, amb les sigles O.D.N.C..

## Història
Va ser fundat el 25 de novembre del 1641 a Caen (Normandia) pel sacerdot francès Jean Eudes (1601-1680) com a congregació dedicada a la redempció de les prostitutes i dones esgarriades que volien canviar la seva vida, reunint-les i posant-les sota la cura de dones virtuoses.

### Orígens
En 1641, Joan Eudes va llogar una casa a Caen per a acollir les prostitutes penedides. El bisbe de Bayeux va autoritzar d'adequar-hi una capella. Eudes no volia crear una congregació religiosa, sinó obrir una casa d'acolliment, un refugi per a aquestes dones. La institució va prende el nom de Notre-Dame du Refuge (Nostra Senyora del Refugi). Les prostitutes no hi prenien vots ni vivien en clausura. Havien de treballar per a guanyar els recursos necessaris i per a deslliurar-se de l'ociositat.

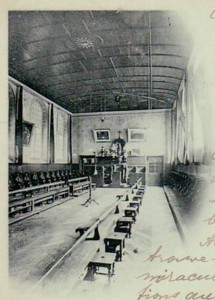
Cor de les germanes a l'església de la casa mare de Caen, al s. XIX

Una part de la població de Caen, però, no va veure bé aquesta institució, intentant tancar-la argumentant que no tenia l'aprovació reial. Jean Eudes va obtenir el reconeixement del cardenal Richelieu en 1642. Després d'un desacord sobre la disciplina interna, les dones que tenien cura de la casa van marxar. i Eudes va veure que era millor formar una congregació de religioses que treballessin per a la redempció d'aquelles i a les quals poguessin afegir-se les exprostitutes.
En un principi, va aconseguir que se'n fessin càrrec tres monges saleses i el 30 de juliol de 1644 va obtenir l'aprovació del bisbe perquè hi anessin. Jean Eudes va donar a la comunitat un reglament segons les regles de Sant Francesc de Sales i va canviar el nom de l'institut: Notre-Dame de Charité, sota l'advocació de la Mare de Déu de la Caritat; Per això van ser anomenades Ordem de Nostra Senyora de la Caritat del Refugi. Les saleses s'hi estigueren fins al 1649, quan en marxaren per manca de mitjans.
Aviat s'hi afegiren altres germanes i finalment, el 8 de febrer de 1651, va ser aprovada pel bisbe de Bayeux, monsenyor Molé. Monsieur de Langlie, president del Parlament de Rouen i la seva esposa van proveir dels fons necessaris per a la continuació de l'obra. El 2 de gener del 1666 pel papa Alexandre VII. També en 1666 obrí una casa a Rennes i la congregació començà la seva expansió: al final del segle xviii n'hi havia set cases a França.
En 1829 va ser reformada per Maria de Santa Eufràsia Pelletier a un convent d'Angers, donant origen a una nova congregació, diferent però vinculada, la de la Congregació de Germanes de Nostra Senyora de la Caritat del Bon Pastor.

## Activitat

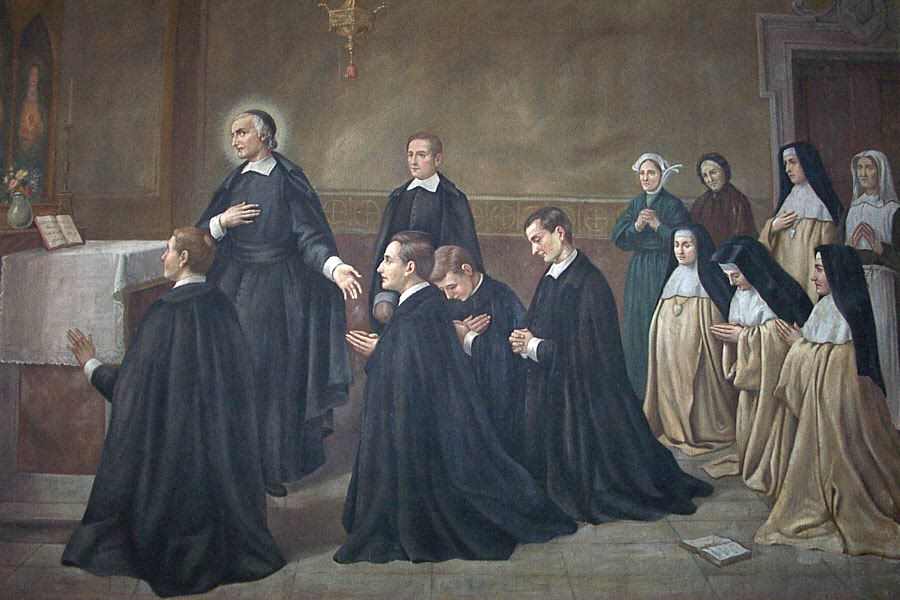
Pintura anònima de 1909, amb Joan Eudes i membres dels seus ordes: sacerdots eudistes i germanes de Nostra Senyora de la Caritat

Als tres vots comuns a les congregacions religioses (pobresa, obediència i castedat), les germanes hi afegeixen el vot de servei apostòlic, és a dir, el d'anunciar que Crist havia venut "per a salvar els que s'havien perdut".
Les germanes no limiten la seva acció a les dones que volen deixar un tipus de vida: també reben noies que estan en perill d'haver de dedicar-se a la prostitució. Tenen cases d'acollida al costat dels monestirs. Aquests són independents entre si i cadascú té el seu noviciat. El noviciat dura dos anys.
Les germanes vesteixen un hàbit blanc amb una creu gran d'argent al pit.
Al final de 2005, la congregació comptava amb 412 religioses en 50 cases presents a Anglaterra (Bartestree (1863), Monmouth, Southampton, etc.) Canadà, Espanya (Bilbao), Irlanda (Dublin), Kenya, Costa d'Ivori, França (Caen, Saint-Brieuc, Rennes, La Rochelle, París, Versailles, Nantes, Lió, Valence, Tolosa, Le Mans, Blois, Montauban, Besançon, Valognes i Marsella), Itàlia (Loreto), Mèxic i Estats Units.